# Azzam (яхта)
Azzam (араб. рішучий) — супер'яхта, побудована верф'ю Lürssen Yachts. При довжині 180 метрів на 2013 є найбільшою приватною моторною яхтою. Ширина судна становить 20,8 м при дуже неглибокій для судна такого класу осадці — 4,3 м. У ході будівництва проект носив кодове позначення «Light» («Світло»).
Через сім років після побудови в 2006 році Романом Абрамовичем яхта Eclipse, яка була на півтора метри довшою за попередній рекордсмен яхту Dubai, власник Azzam шейх Халіфа Аль Нахайян (тесть і дядько власника Dubai Мохаммеда аль-Мактума), повернув королівській родині ОАЕ негласний титул власників найбільшої в світі яхти.

## Провенанс
Azzam була побудована на замовлення президента ОАЕ Халіфи ан-Нахаяна і спущена на воду 5 квітня 2013 р. Будівництвом керував головний інженер проекту Мубарак Саад Аль Ахбабі. Будівництво здійснювалося на верфі Lürssen у проекті Nauta Yachts. Автор дизайну внутрішньої обробки — Крістоф Леоні, відомий французький дизайнер, що дотримується стилю ампір. На думку журналу Superyacht Times, 12 місяців проектування та три роки будівництва є рекордом для яхт такого розміру. Azzam може ходити на мілководді з високою швидкістю. У ході випробувань яхта показала швидкість 31,5 вузла.
Яхта оснащена двома турбінами та двома дизельними двигунами загальною потужністю 70 МВт (94 000 л. с.) і приводиться в рух чотирма водометами, два з яких встановлені нерухомо по центру корми, а два оснащені поворотними соплами, встановленими з боків неповоротних сопел.
Як і яхта Eclipse Романа Абрамовича, Azzam зареєстрована у Європі як чартерна. На думку експертів видання Motor Boat and Yacht, це було зроблено для зниження вартості експлуатації, податкового навантаження (чартерні яхти не оподатковуються податком на майно) та отримання пільг під час стоянки в європейських маринах.